# ماري إيزابيلا لي
ماري إيزابيلا لي (بالإنجليزية: Mary Isabella Lee)‏ هي عاملة منزلية نيوزيلندية، ولدت في 18 يونيو 1871 في کوتبريج ‏ في المملكة المتحدة، وتوفيت في 7 أغسطس 1939.